# 越南共产党中央委员会总书记
越南共产党中央委员会总书记（越南语：／*/?），中文简称越共中央总书记，1951年至1976年称越南劳动党中央委员会第一书记（Bí thư Thứ nhất），是越南共产党的最高负责人，负责主持召开中央政治局会议，领导中央书记处工作。总书记也是越南实际上的最高领导人，位居“四柱”之首。1951年至1969年胡志明担任中央委员会主席时这一职位为党内第二高。胡志明死后越共不再设置党主席，因此总书记成为越南最高领导人的职务。总书记同时还是最高军事机关中央军事委员会的书记，为越南人民军实际上的统帅。目前越共中央总书记为苏林。

## 历史

### 印度支那共产党时期（1930-1951）
1930年與胡志明合作組織成立印度支那共产党、作為创始人之一的陈富當選为首任党总书记，但在一年后便因其反法活动被当局投入监狱，并于同年在狱中去世。
陈富的事实继任者为黎鸿峰——由于中央委员会基本上已不复存在，海外执行委员会总书记即成为了党总书记。
第三任总书记何辉集于1938年3月去职，并于5月被当局逮捕。
第四任总书记阮文渠于1940年6月被捕，于1941年5月2日被枪决。
1941年5月长征接替其职位。

### 胡志明时期（1951-1969）
1951年3月25日《人民报》的一篇文章称长征为革命的“缔造者和指挥官”，称胡志明为“越南革命和越南抵抗运动的灵魂”。1956年长征因其在土地改革中的政策决策而被降职。越共中央委员会主席胡志明兼任第一书记，但很快便任命黎笋为代理第一书记。1960年黎笋正式当选第一书记。胡志明于1969年去世。

### 黎笋时期（1969-1986）
黎笋在胡志明于1969年9月2日去世前为党内二号人物。胡志明在1969年死后，党内不再设主席一职，黎笋在1969年9月2日至1986年7月10日（其去世）间先后出任第一书记和总书记，成为无可争议的越南一号人物。黎笋在下一届党全国代表大会开始前两个月去世，长征接替其职位。

### 改革时期（1986-2011）
第六届党代会后长征再次被降职，阮文灵接替其职位。阮文灵任内推行“革新开放”，西方媒体由此称其为“越南的戈尔巴乔夫”。
1991年阮文灵因健康原因去职，第七届党代会选举杜梅为总书记。
1997年在党内改革派的压力之下，杜梅去职，黎可漂作为折衷候选人当选总书记。
2001年第十届党代会前夕中央委员会否决了政治局的一项决策，并投票罢免了黎可漂。农德孟接替其职位，推行现代化政策。他同时还是首位拥有大学学历的总书记，直至2011年。

### 阮富仲时期（2011-2024）
2011年，越南共产党第十一次全国代表大会上，阮富仲接替农德孟，但其得票在诸位中央政治局委员中只位列第8。
在2016年1月28日，越共十二届一中全会上，阮富仲再次当选越共中央委员会总书记。
在2021年1月31日，越共十三届一中全会上，阮富仲第三次当选越共中央总书记，打破了连任两届的规定，亦是继胡志明和黎筍后任期最长的越南最高领导人。

### 蘇林时期（2024年至今）
2024年7月19日，阮富仲去世；時任國家主席蘇林暫代總書記職務。8月3日；越共中央全會選舉蘇林為新任越共中央總書記。

## 越共中央历任主要负责人
| 印度支那共产党主要创始人       | 印度支那共产党主要创始人 | 印度支那共产党主要创始人                                                          | 印度支那共产党主要创始人 | 印度支那共产党主要创始人 | 印度支那共产党主要创始人 | 印度支那共产党主要创始人                                    | 印度支那共产党主要创始人 |
| №                              | 姓名 （生卒）            | 肖像                                                                              | 就任                     | 去任                     | 顺位                     | 中央委员会                                                  | 政党                     |
| ------------------------------ | ------------------------ | --------------------------------------------------------------------------------- | ------------------------ | ------------------------ | ------------------------ | ----------------------------------------------------------- | ------------------------ |
| 非正式                         | 阮爱国 （1890－1969）    | A thin-faced man with a long beard wearing traditional clothing                   | 1930年10月27日           | 1945年11月11日           | -                        | 中央临时委员会（1930－1935） 第一届中央委员会（1935－1945） | 印度支那共产党           |
| 印度支那共产党中央委员会总书记 |                          |                                                                                   |                          |                          |                          |                                                             |                          |
| №                              | 姓名 （生卒）            | 肖像                                                                              | 就任                     | 去任                     | 顺位                     | 中央委员会                                                  | 政党                     |
| 1                              | 陈富 (1904－1931)        | A young man, in a suit with a pale shirt and dark tie                             | 1930年10月27日           | 1931年9月6日             | 1                        | 中央临时委员会（1930－1935）                                | 印度支那共产党           |
| 2                              | 黎鸿峰 （1902－1942）    | A young man, in a suit with a pale shirt and dark tie                             | 1931年10月27日           | 1936年7月26日            | 1                        | 第一届中央委员会（1935－1945）                              | 印度支那共产党           |
| 3                              | 何辉集 （1906－1941）    | A young man, in a suit with a pale shirt and dark tie                             | 1936年7月26日            | 1938年3月30日            | 1                        | 第一届中央委员会（1935－1945）                              | 印度支那共产党           |
| 4                              | 阮文渠 （1912－1941）    | A young man, in a pale shirt and dark jacket                                      | 1938年3月30日            | 1940年11月9日            | 1                        | 第一届中央委员会（1935－1945）                              | 印度支那共产党           |
| 5                              | 长征 （1907－1988）      | A balding man looking to the left, dressed in a dark jascket buttoned to the neck | 1941年5月                | 1945年11月11日           | 1                        | 第一届中央委员会（1935－1945）                              | 印度支那共产党           |
| 越南劳动党中央委员会主席       |                          |                                                                                   |                          |                          |                          |                                                             |                          |
| №                              | 姓名 （生卒）            | 肖像                                                                              | 就任                     | 去任                     | 顺位                     | 中央委员会                                                  | 政党                     |
| *                              | 胡志明 （1890－1969）    | A thin-faced man with a long beard wearing traditional clothing                   | 1951年2月19日            | 1969年9月2日             | 1                        | 第二届委员会（1951－1960） 第三届中央委员会（1960－1976）   | 越南劳动党               |
| 越南劳动党中央委员会第一书记   |                          |                                                                                   |                          |                          |                          |                                                             |                          |
| №                              | 姓名 （生卒）            | 肖像                                                                              | 就任                     | 去任                     | 顺位                     | 中央委员会                                                  | 政党                     |
| 5                              | 长征 （1907－1988）      | A balding man looking to the left, dressed in a dark jascket buttoned to the neck | 1951年2月19日            | 1956年9月24日            | 2                        | 第二届中央委员会（1951－1960）                              | 越南劳动党               |
| 6                              | 胡志明 （1890－1969）    | A thin-faced man with a long beard wearing traditional clothing                   | 1956年9月24日            | 1960年9月10日            | 1                        | 第二届中央委员会（1951－1960）                              | 越南劳动党               |
| 6                              | 胡志明 （1890－1969）    | A thin-faced man with a long beard wearing traditional clothing                   | 1956年9月24日            | 1960年9月10日            | 1                        | 第三届中央委员会（1960－1976）                              | 越南劳动党               |
| 7                              | 黎笋 （1907－1986）      | A thin-faced man with a long beard wearing traditional clothing                   | 1960年9月10日            | 1976年12月20日           | 2                        |                                                             | 越南劳动党               |
| 越南共产党中央委员会总书记     |                          |                                                                                   |                          |                          |                          |                                                             |                          |
| 7                              | 黎笋 （1907－1986）      | A thin-faced man with a long beard wearing traditional clothing                   | 1976年12月20日           | 1986年7月10日            | 1                        | 第四届中央委员会（1976－1982）                              | 越南共产党               |
| 7                              | 黎笋 （1907－1986）      | A thin-faced man with a long beard wearing traditional clothing                   | 1976年12月20日           | 1986年7月10日            | 1                        | 第五届中央委员会（1982－1986）                              | 越南共产党               |
| 5                              | 长征 （1907－1988）      | A balding man looking to the left, dressed in a dark jascket buttoned to the neck | 1986年7月14日            | 1986年12月18日           | 1                        |                                                             | 越南共产党               |
| 8                              | 阮文灵 （1915－1998）    |                                                                                   | 1986年12月18日           | 1991年6月28日            | 1                        | 第六届中央委员会（1986－1991）                              | 越南共产党               |
| 9                              | 杜梅 （1917－2018）      |                                                                                   | 1991年6月28日            | 1997年12月26日           | 1                        | 第七届中央委员会（1991－1996）                              | 越南共产党               |
| 9                              | 杜梅 （1917－2018）      | 第八届中央委员会（1996－2001）                                                    | 1991年6月28日            | 1997年12月26日           | 1                        |                                                             | 越南共产党               |
| 10                             | 黎可漂 （1931－2020）    | An old graying man wearing a grey buttoned-up jacket                              | 1997年12月26日           | 2001年4月22日            | 1                        |                                                             | 越南共产党               |
| 11                             | 農德孟 （1940－）        |                                                                                   | 2001年4月22日            | 2011年1月19日            | 1                        | 第九届中央委员会（2001－2006）                              | 越南共产党               |
| 11                             | 農德孟 （1940－）        | 第十届中央委员会（2006－2011）                                                    | 2001年4月22日            | 2011年1月19日            | 1                        |                                                             | 越南共产党               |
| 12                             | 阮富仲 （1944－2024）    |                                                                                   | 2011年1月19日            | 2024年7月19日            | 1                        | 第十一届中央委员会（2011－2016）                            | 越南共产党               |
| 12                             | 阮富仲 （1944－2024）    | 第十二届中央委员会（2016－2021）                                                  | 2011年1月19日            | 2024年7月19日            | 1                        |                                                             | 越南共产党               |
| 12                             | 阮富仲 （1944－2024）    | 第十三届中央委员会（2021－）                                                      | 2011年1月19日            | 2024年7月19日            | 1                        |                                                             | 越南共产党               |
| 13                             | 蘇林 （1957－）          |                                                                                   | 2024年8月3日             | 現任                     | 1                        |                                                             | 越南共产党               |

## 在世前任越共中央总书记
截至2025年8月，在世的前任越共中央总书记有1位，他们是（按照任期先后排名）：
| 姓名   | 任期                         | 出生日期      |
| ------ | ---------------------------- | ------------- |
| 農德孟 | 2001年4月22日－2011年1月19日 | 1940年9月11日 |

最近去世的一位前任越共中央总书记是阮富仲，于2024年7月19日在河内第108军中央医院去世，享壽80岁。

### 引用
1. ↑  新华社北京. . 新华网新闻.   [2023-01-18]. （原始内容存档于2023-04-22）.
2. ↑  Porter 1993，第83–84頁.
3. 1 2 3  Van & Cooper 1983，第69頁.
4. 1 2  Abuza, Zachary. . Vietnamese Professionals of America. The Catholic University of America: 12. 16 November 2001.
5. 1 2  . Government of Vietnam Government of the Socialist Republic of Vietnam. 19 January 2011  [23 April 2012]. （原始内容存档于2019-04-04）.
6. ↑  . www.news.cn.   [2024-08-03]. （原始内容存档于2024-08-21）.
7. ↑  Dodd, Lewis & Emmons 2003，第557頁.
8. ↑  Brocheux 2007，第60頁.
9. ↑  Sophie Quinn-Judge 2002，第225頁.
10. ↑  Currey 2005，第61頁.
11. ↑  Sophie Quinn-Judge 2002，第1–2頁.
12. ↑  Thai 1985，第27–29頁.
13. ↑  Ooi 2004，第777頁.
14. 1 2  Brocheux 2007，第174頁.
15. ↑  Woods 2002，第74頁.
16. ↑  Corfield 2008，第111–112頁.
17. ↑  M.G. Mason & M. Mason 1997，第313頁.
18. ↑  . The Economist. June 29, 1991.
19. ↑  Largo 2002，第10–13頁.
20. ↑  Abuza, Zachary. . Vietnamese Professionals of America. The Catholic University of America: 1. 16 November 2001.
21. ↑  . BBC World News. BBC Online. 22 April 2001  [27 April 2012]. （原始内容存档于2015-11-21）.
22. ↑  . 联合早报. 2021-02-01  [2021-02-01]. （原始内容存档于2022-01-12） （中文（简体））.
23. ↑  . VTV.   [2021-01-31]. （原始内容存档于2021-03-02） （越南语）.
24. ↑  Koh 2008，第666頁.
25. ↑  . 明报. 2024-07-19  [2024-07-19]. （原始内容存档于2024-07-20）.

### 书目
- Brocheux, Pierre. . Cambridge University Press. 2007. ISBN 9780521850629.
- Corfield, Justin. . ABC-CLIO. 2008. ISBN 9780313341946.
- Currey, Cecil. . Potomac Books. 2005. ISBN 9781612340104.* Dodd, Jan; Lewis, Mark; Emmons, Ron. . Rough Guides. 2003. ISBN 9781843530954.
- Koh, David. . Asian Survey (University of California Press). July–August 2008, 48 (4): 650–672. doi:10.1525/as.2008.48.4.650.
- Largo, V. . Nova Publishers. 2002. ISBN 9781590333686.
- Mason, Michael G.; Mason, Mike. . University Press of New England. 1997. ISBN 9780874518290.
- Ooi, Keat Gin.  2. ABC-CLIO. 2004. ISBN 9781576077702.
- Gareth Porter Porter Gareth. . Cornell University Press. 1993. ISBN 9780801421686.
- Quinn-Judge, Sophie. . University of California Press. 2002. ISBN 9780520235335.
- Van, Canh Nguyen; Cooper, Earle. . Hoover Press. 1983. ISBN 9780817978518.
- Woods, L. Shelton. . ABC-CLIO. 2002. ISBN 9781576074169.
- Thai, Quang Trung. . Institute of Southeast Asian Studies. 2002. ISBN 9789971988012.